# Mario Untersteiner

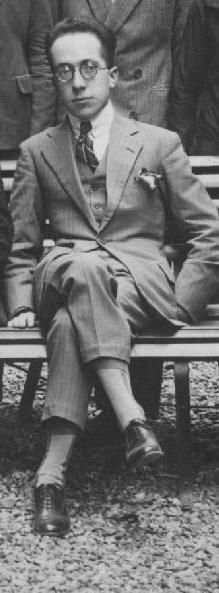
Untersteiner am Liceo Ginnasio Giovanni Berchet am 25. Mai 1927

Mario Untersteiner (* 2. August 1899 in Rovereto; † 6. August 1981 in Mailand) war ein italienischer Klassischer Philologe, Gräzist und Philosophiehistoriker.
Untersteiner, der im Alter von vier Jahren seinen Vater verlor, begann seinen Bildungsgang in Rovereto, das damals zur österreichisch-ungarischen Monarchie gehörte. Von 1909 an besuchte er zunächst das Imperial Regio Ginnasio di Rovereto, zog aber mit seiner irredentistischen Familie am 15. Mai 1915 nach Mailand, wo er schließlich seinen Schulbesuch beendete. Darauf bezog er die Universität Mailand, an der er am 1. Juli 1920 die Laurea mit einer Arbeit zu Aischylos erwarb.
Er arbeitete dann von 1926 als Lehrer am Liceo Ginnasio Giovanni Berchet in Mailand bis 1947, als er zeitweilig Rektor war, da er der einzige Lehrer des Liceo war, der nicht der Nationalen Faschistischen Partei angehört hatte. Darauf widmete er sich seiner akademischen Karriere. Von 1947 an lehrte er als Ordinarius an der Universität Genua griechische Literatur und von 1958 an Geschichte der antiken Philosophie an der Universität Mailand. Nachdem er das akademische Jahr 1968/1969 beendet hatte, zog er sich aus der Lehre zurück. Er verzichtete dabei freiwillig auf die Möglichkeit, bis zum 75. Lebensjahr weiter zu unterrichten, obwohl ihm diese Möglichkeit aufgrund seines Status als Dozent, der nie der Nationalen Faschistischen Partei angehört hatte, offen gestanden hätte.
Untersteiner arbeitete auf dem Gebiet der griechischen Literatur zu Ursprung und Wesen der griechischen Komödie und griechischen Tragödie, insbesondere zu den Tragikern Sophokles und Aischylos, zu denen er kritische Editionen, Kommentare und Interpretationen verfasste, zu Herodot sowie zur griechischen Religion. Auf dem Gebiet der antiken Philosophie veröffentlichte er eine Sammlung der Fragmente der Sophisten und Arbeiten zu Parmenides, Zenon von Elea, Xenophanes, Platon und Aristoteles.

## Schriften (Auswahl)
zur griechischen Tragödie und Komödie
- I frammenti dei tragici greci. Milano, 1924.
- Omero, Iliade. Libro sedicesimo. Introduzione e commento. Signorelli, Milano|anno 1927
- Sofocle, Edipo a Colono. Introduzione e commento. Torino, 1929
- Sofocle, Elettra. Introduzione e commento. Milano, 1932
- Sofocle, Aiace. Introduzione e commento. Milano, 1934
- Sofocle, Antigone. Introduzione e commento. Modena, 1937
- Eschilo, Le Supplici, Introduzione e commento. Napoli, 1935
- Eschilo, Le Coefore, Introduzione, testo critico e traduzione. Como, 1946
- Eschilo, Le tragedie. Edizione critica con introduzione e traduzione a fronte, due volumi e un'appendice metrica. Milano, 1947
- Guida bibliografica ad Eschilo. Arona, Paideia, 1947
- Commedia e mimo in Grecia. Aristofane – Menandro – Eronda – Teocrito. Napoli, 1930
- Le origini della tragedia e del tragico. Dalla preistoria a Eschilo. Torino, Einaudi, 1955; ristampa riveduta e corretta, Milano, 1984
- Sofocle. Studio critico. Seconda edizione riveduta, con un saggio introduttivo dell'autore e un aggiornamento bibliografico a cura di Dario Del Corno, Milano, 1974

zu Herodot
- Erodoto, Le Storie, Libro VIII. Introduzione e commento. Napoli, 1937
- Erodoto, Le Storie, Libro IX. Introduzione e commento. Milano, 1937

zur antiken Philosophie
- Parmenide. Studio critico. Frammenti – Testimonianze – Commento. Fratelli Bocca, Torino 1925; Firenze, La Nuova Italia, 1958.
- I sofisti. Testimonianze e frammenti (4 Bände). La Nuova Italia, Firenze 1949–1962; Introduzione di Giovanni Reale, con la collaborazione di A. M. Battegazzore. Milano, Bompiani, 2009.
- Senofane, Testimonianze e frammenti. Firenze, 1956
- Zenone, Testimonianze e frammenti. Firenze, 1963
- Aristotele, Della filosofia. Introduzione, testo, traduzione e commento esegetico. Roma, Edizioni di Storia e Letteratura,
- Platone, Repubblica. Libro X Studio introduttivo, testo e commento. Napoli, 1966
- I sofisti. Einaudi, Torino, 1966; Bruno Mondadori, 2008.
- Posidonio nei Placita di Platone secondo Diogene Laerzio. Paideia, Brescia 1970

Verschiedenes
- Pindaro, Milano, 1931,
- La formazione poetica di Pindaro Messina, 1951
- La fisiologia del mito. 1946; Collana Saggi. Bollati Boringhieri, Torino, 1991
- Scritti minori. Studi di letteratura e filosofia greca. Paideia, Brescia, 1971
- Saggi sul mondo greco. A cura di Riccardo Maroni e Linda Untersteiner Candia. Edizione V.D.T.T., Trento, 1972
- Incontri A cura di Riccardo Maroni e Linda Untersteiner Candia. Edizione V.D.T.T., Trento, 1975
- Da Omero ad Aristotele. Scritti minori – seconda serie. Paideia, Brescia, 1976
- Problemi di filologia filosofica. 1980.